# Pont Rhyd-y-cyff
Pont Rhyd-y-cyff är en ort i Storbritannien.   Den ligger i kommunen Bridgend och riksdelen Wales, i den södra delen av landet, 240 km väster om huvudstaden London. Pont Rhyd-y-cyff ligger 136 meter över havet och antalet invånare är 1 589.
Terrängen runt Pont Rhyd-y-cyff är kuperad åt nordväst, men åt sydost är den platt. Runt Pont Rhyd-y-cyff är det tätbefolkat, med 411 invånare per kvadratkilometer. Närmaste större samhälle är Rhondda, 15,2 km nordost om Pont Rhyd-y-cyff. Trakten runt Pont Rhyd-y-cyff består i huvudsak av gräsmarker.